# San José (Entre Ríos)
San José – miasto w Argentynie, w prowincji Entre Ríos, w departamencie Colón.
Według danych szacunkowych na rok 2010 miejscowość liczyła 16 336 mieszkańców.